# Aírton Pimentel
Aírton Pimentel (Bagé, 17 de outubro de 1938 — Porto Alegre, 21 de março de 2020) foi um cantor e compositor brasileiro. Autor de clássicos da música regional gaúcha, porém não compõe apenas neste espaço, sendo rico melodista e poeta de mão cheia, com visão peculiar do cotidiano.
A convite diretor Anselmo Duarte e da Embrafilme, escreveu a trilha sonora do filme Um certo capitão Rodrigo, rodado no pampa gaúcho em 1970, e baseado na obra do escritor Erico Veríssimo.
Faleceu a 21 de março de 2020, aos 81 anos, em Porto Alegre.

## Obras
- Missal das reses
- Rancho da estrada
- Léguas de milongas
- Baile de campanha
- Negro da gaita
- A festa do boi pitanga
- Ai, ai, lobisomem
- Balada de sol a sol
- Charqueada
- Chica Rita
- Menestrel

## Prêmios e indicações

### Prêmio Açorianos
| Ano  | Categoria                     | Indicação       | Resultado |
| ---- | ----------------------------- | --------------- | --------- |
| 2011 | Compositor de Música Regional | Aírton Pimentel | Venceu    |